# Jelena Lolović
Jelena Lolović, cyr. Јелена Лоловић (ur. 14 lipca 1981 w Sarajewie) – serbska narciarka alpejska, trzykrotna uczestniczka zimowych igrzysk olimpijskich (2002–2010), czterokrotna medalistka zimowej uniwersjady.
Wystąpiła podczas igrzysk w Salt Lake City, Turynie i Vancouver. W 2002 roku zajęła 40. miejsce w slalomie gigancie, a w slalomie nie została sklasyfikowana. W 2006 roku była 30. w slalomie gigancie, 43. w slalomie i supergigancie, natomiast nie ukończyła kombinacji. W ostatnim starcie olimpijskim, w 2010 roku zajęła 30. miejsce w supergigancie, była 33. w slalomie gigancie, a slalomu nie ukończyła. W 2002, 2006 i 2010 roku pełniła funkcję chorążej swojej reprezentacji podczas ceremonii otwarcia igrzysk olimpijskich. W Salt Lake City była chorążą reprezentacji Jugosławii, w Turynie reprezentacji Serbii i Czarnogóry, a w Vancouver Serbii.
W 2003 podczas uniwersjady w Tarvisio zdobyła brązowy medal w slalomie gigancie. Dwa lata później, na uniwersjadzie w Innsbrucku, zdobyła złoty medal w zjeździe i srebrne medale w slalomie gigancie i supergigancie.
Wzięła udział w sześciu edycjach mistrzostw świata w narciarstwie alpejskim w latach 1999–2009. Najwyższe miejsce w zawodach tej rangi zajęła w 2005 roku w kombinacji (19. miejsce). Regularnie startowała również w zawodach Pucharu Świata. Najwyższą lokatę osiągnęła w listopadzie 2009 w Aspen, kiedy to zajęła 14. miejsce w slalomie.